# Arvo Andresson
Arvo Andresson (* 3. Februar 1954 in Pärnu; † 28. September 1994 in der Ostsee) war ein estnischer Kapitän.

## Leben
Arvo Andresson schloss die Allgemeinbildende Schule in seiner Heimatstadt Pärnu an der estnischen Westküste ab. Von 1969 bis 1973 besuchte er die damalige Staatliche Seeschifffahrtsschule in Tallinn (Tallinna Merekool, später aufgegangen in der Estnischen Marineakademie). 1982 schloss er die sowjetische Marineakademie „Admiral Makarow“ in Leningrad ab. 1986 erhielt er sein Befähigungszeugnis als Kapitän auf großer Fahrt.
Nach Wiedererlangung der estnischen Unabhängigkeit 1991 arbeitete Arvo Andresson zunächst für die im Staatsbesitz befindliche Reederei RAS Eesti Merelaevandus. 1992 wurde er Kapitän der Fähre Georg Ots, die zwischen Tallinn und Helsinki verkehrte. Bereits von 1982 bis 1984 hatte Andresson als Offizier auf der Georg Ots gearbeitet. Ab 1993 arbeitete er auf Schiffen der schwedisch-estnischen Reederei Estline. Im Januar 1993 wurde er Kapitän der M/S Estonia. 1994 machte er sein Lotsen-Diplom in Schweden.

## Untergang derEstonia
Arvo Andresson war am 28. September 1994 als Kapitän der M/S Estonia tätig, als das Schiff vor der Südwestküste Finnlands unterging. Bei dem Untergang kamen insgesamt 852 Menschen ums Leben; es wurde deshalb zum schwersten Unglück der Europäischen Nachkriegsgeschichte erklärt. Die Schuldfrage ist nicht abschließend geklärt, aber die hohe Geschwindigkeit des Schiffs wurde als ein Faktor genannt.